# Cucina hawaiana

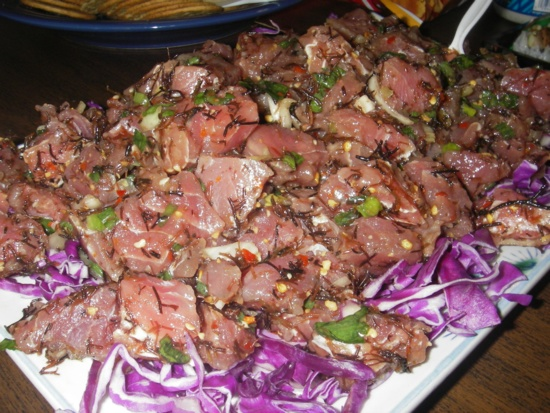
Poke

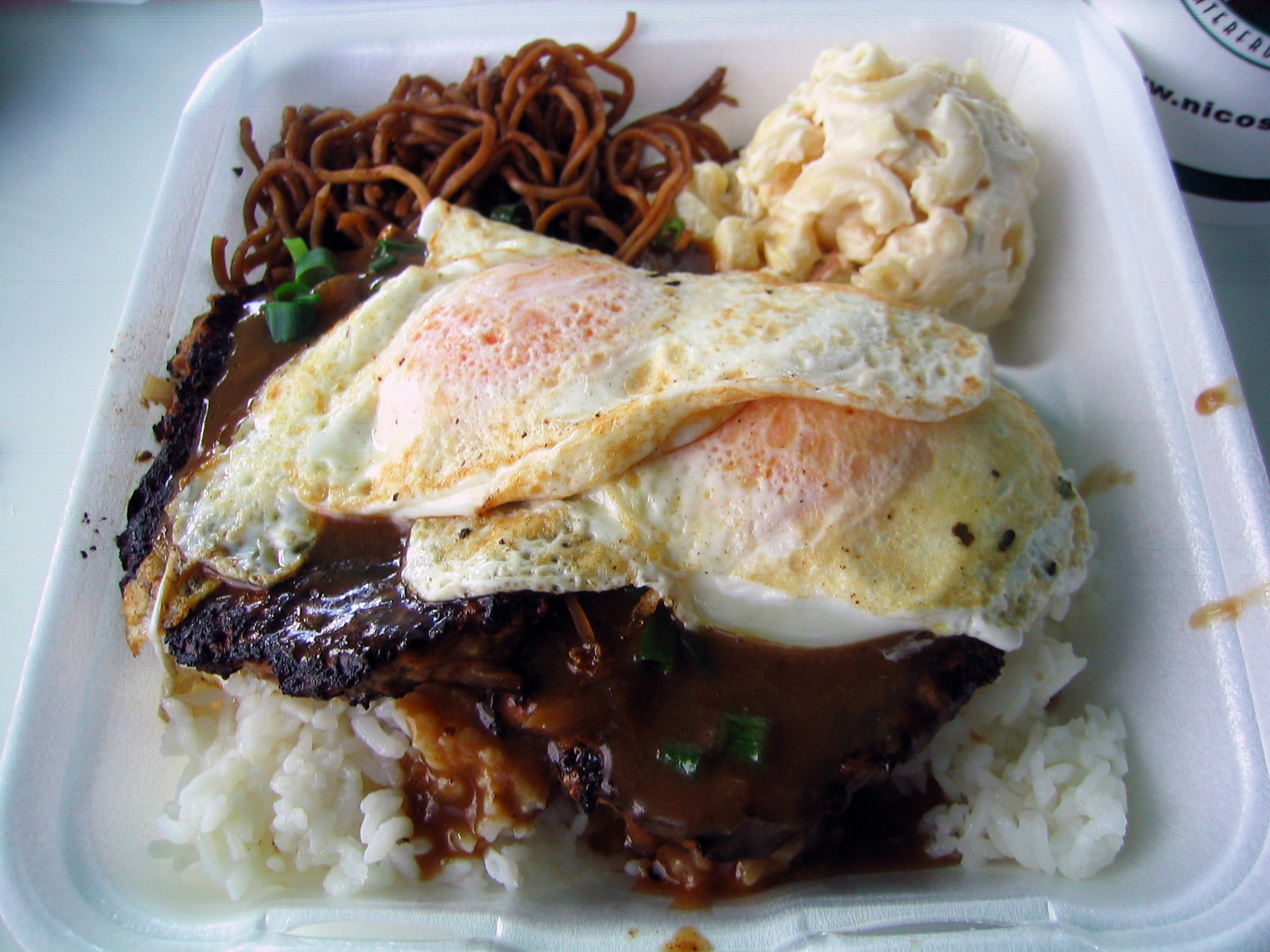
Loco Moco

La cucina hawaiana deriva dalla fusione di molti piatti diversi importati dagli immigrati sulle isole Hawaii, in particolare dalla cucina: cinese, filippina, giapponese, coreana, polinesiana, condizionato il tutto dalle origini coloniali portoghesi, oltre che dalle materie prime vegetali e dagli animali importati da tutto il mondo per l'uso agricolo nelle Hawaii.
Molti ristoranti locali servono l'onnipresente piatto da pranzo di origine asiatica, composto da due palline di riso, una versione semplificata di una insalata di maccheroni (maccheroni freddi e maionese) e una varietà diversa di prodotti che vanno dall'hamburger alle uova fritte, classici sono anche il sugo di Loco moco, i tonkatsu in stile giapponese, il poi (piatto derivato dalla lavorazione del taro), il maiale kalua e il manzo al curry. Fra i dolci tipici delle Hawaii si segnala il budino al latte di cocco (haupia), da cui si ricava la locale torta di patate viola dolci (sweet potato haupia pie).